# Hans Eller
Johannes Edmund Karl "Hans" Eller (ur. 14 sierpnia 1910 w Oliwie, zm. 4 kwietnia 1943 w okolicach Kurska) – niemiecki wioślarz i żołnierz, złoty medalista olimpijski.
Wystąpił na igrzyskach olimpijskich w Los Angeles w 1932, gdzie Niemcy w składzie: Hans Eller, Horst Hoeck, Walter Meyer, Joachim Spremberg i Carlheinz Neumann (sternik) zdobyli złoty medal w czwórkach ze sternikiem. W finale o 0,2 sekundy wyprzedzili Włochów i o ponad 7 sekund Polaków. Był to jego jedyny start olimpijski.
Brał udział w II wojnie światowej. Był porucznikiem w Wehrmachcie. Zginął w kwietniu 1943, w obozie jenieckim w okolicach Kurska.